# 5446 Heyler
Az 5446 Heyler (ideiglenes jelöléssel 1991 PB13) kisbolygó a Naprendszerben. Henry Holt fedezte fel 1991. augusztus 5-én.